# Étoile de Cristal/Bester Darsteller
Étoile de Cristal: Bester Darsteller
Gewinner des Darstellerpreises, der von 1955 bis 1975 den besten Schauspieler des Jahres in einer französischen Filmproduktion kürte. Das Regelwerk schützte davor, dass ein Akteur mehr als nur einmal ausgezeichnet wurde. Der Étoile de Cristal gilt als Vorläufer des 1976 ins Leben gerufenen nationalen Filmpreises César, der jährlich Preise in den Kategorien Bester Hauptdarsteller (Meilleur acteur), Nebendarsteller (Meilleure acteur dans un second rôle) und Nachwuchsdarsteller (Meilleur jeune espoir masculin) vergibt.
| Jahr | Preisträger                       | Filmtitel                     | Deutscher Verleihtitel                         |
| ---- | --------------------------------- | ----------------------------- | ---------------------------------------------- |
| 1955 | Gérard Philipe                    | Monsieur Ripois               | Liebling der Frauen                            |
| 1956 | Jean Servais                      | Du rififi chez les hommes     | Rififi                                         |
| 1957 | Bourvil                           | La traversée de Paris         | Zwei Mann, ein Schwein und die Nacht von Paris |
| 1958 | Pierre Brasseur                   | Porte des Lilas               | Die Mausefalle                                 |
| 1959 | Alain Cuny                        | Les amants                    | Die Liebenden                                  |
| 1960 | Charles Aznavour                  | La tête contre les murs       | Mit dem Kopf gegen die Wände                   |
| 1961 | Jean-Paul Belmondo                | À bout de souffle             | Außer Atem                                     |
| 1962 | Alain Delon                       | Quelle joie de vivre          | Halt mal die Bombe, Liebling                   |
| 1963 | Serge Reggiani                    | Le doulos                     | Der Teufel mit der weißen Weste                |
| 1964 | Maurice Ronet                     | Le feu follet                 | Das Irrlicht                                   |
| 1965 | Jean-Louis Trintignant            | Mata Hari, Agent H. 21        | Mata Hari, Agent H. 21                         |
| 1966 | Yves Montand                      | La guerre est finie           | Der Krieg ist vorbei                           |
| 1967 | Michel Piccoli                    | La curée                      | Die Beute                                      |
| 1968 | Claude Rich                       | Je t'aime, je t'aime          | Ich liebe dich, ich liebe dich                 |
| 1969 | Jean-Pierre Léaud                 | Baisers volés                 | Geraubte Küsse                                 |
| 1970 | Lino Ventura                      | L'armée des ombres            | Armee im Schatten                              |
| 1971 | Charles Denner                    | Le voyou                      | Voyou – Der Gauner                             |
| 1972 | Pierre Clémenti                   | La cicatrice intérieure       | nicht bekannt                                  |
| 1973 | Roland Dubillard                  | Quelque part quelqu'un        | nicht bekannt                                  |
| 1974 | Philippe Noiret                   | L'horloger de Saint-Paul      | Der Uhrmacher von St. Paul                     |
| 1975 | Patrick Bouchitey Patrick Dewaere | La meilleure façon de marcher | Unser Weg ist der beste                        |